# Maurice Farman
Maurice Alain Farman född 21 mars 1877  i Paris död 25 februari 1964 i Paris, var en fransk cyklist, ballongflygare och flygplanskonstruktör. Han var bror till Henri Farman.
I sin ungdom var han professionell tävlingscyklist och tävlingsförare i olika biltävlingar. Med sin bror Henri gjorde han sin första flygning 1908. Året efter konstruerade han sitt första flygplan. Flygplanet lånade stora drag från Voisin biplan. Hans första stora framgång blev MF-7 Longhorn 1912, som blev ett standardflygplan för skolflygning i Frankrike och England.  
Han var en av grundarna till företaget Lignes Aériennes Farman. 

## Flygplan konstruerade av Maurice
- Farman MF-7 Longhorn
- Farman MF-11 Shorthorn